# Reial Club Deportiu Espanyol de Barcelona (femminile)
Il Reial Club Deportiu Espanyol de Barcelona S.A.D. femenino (in spagnolo Real Club Deportivo Español), noto come RCD Espanyol, Espanyol o Español, è una squadra di calcio femminile spagnola con sede nella città di Barcellona, sezione femminile dell'omonimo club. Anche se al momento esiste solo la sezione calcistica, il club ha la forma giuridica di società polisportiva, avendo avuto in passato anche le sezioni di pallacanestro, atletica leggera e baseball. Istituito nel 1970 come Club Deportivo Español Femenino, nella sua storia sportiva ha vinto una volta il titolo di Campione di Spagna e sei coppe della Regina, rappresentando la Spagna nell'edizione 2006-2007 della UEFA Women's Cup.

## Storia
Il club venne fondato nel 1970 come Club Deportivo Español Femenino, risultando una delle squadre pionieristiche del calcio femminile in Spagna. Successivamente divenne la sezione femminile del Reial Club Deportiu Espanyol de Barcelona. L'Espanyol è anche tra i membri fondatori del campionato femminile spagnolo, che nel 1988 vide svolgersi la sua prima edizione. Nel 1990 raggiunse la finale della Copa de la Reina, ma venne sconfitto dalla compagine basca dell'Añorga KKE. Nel corso degli anni novanta l'Espanyol alternò stagioni nella massima serie a stagioni nella seconda serie, vincendo anche due Copa de la Reina in due edizioni successive (1996 e 1997).

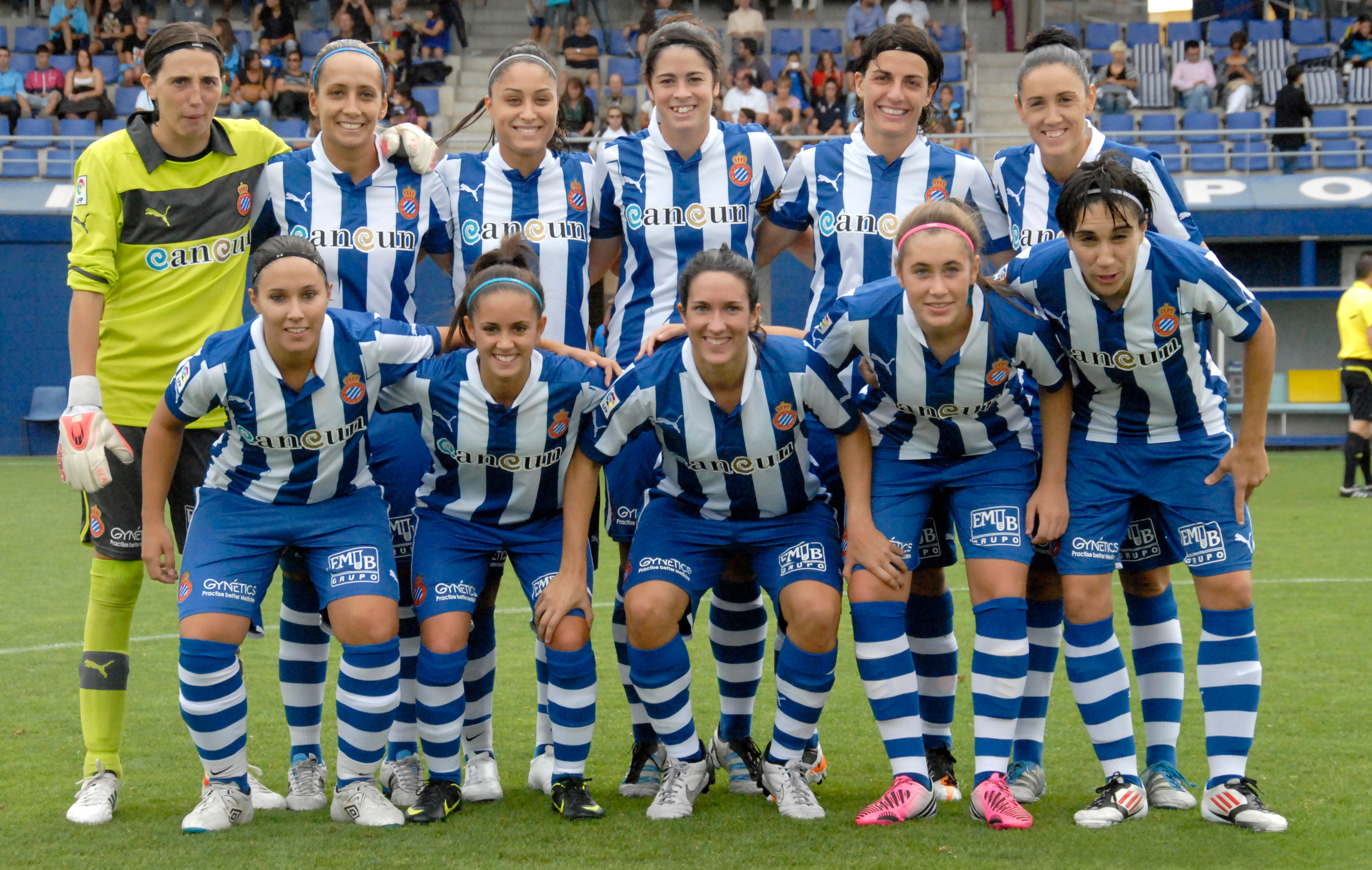
Una formazione del 2012

Nel 2001 venne promosso in Superliga. La stagione 2005-2006 risultò essere la miglior per l'Espanyol, poiché vinse il suo primo campionato superando il Siviglia per gli scontri diretti e poi realizzò il double vincendo anche la sua terza Copa de la Reina, battendo in finale il Lagunak dopo i tiri di rigore. Grazie alla vittoria del campionato l'Espanyol partecipò all'edizione 2006-2007 della UEFA Women's Champions League: dopo aver superato la prima fase a gironi, venne però eliminato al termine della seconda fase a gironi. Negli anni successivi l'Espanyol rimase nelle posizioni di vertice della Superliga, senza però riuscire a vincere nuovamente il campionato. Andò vicino al successo nelle stagioni 2009-2010 e 2010-2011, quando raggiunse la finale del campionato, ma venne entrambe le volte sconfitto dal Rayo Vallecano. Vincendo la Copa de la Reina in altre tre edizioni (2009, 2010 e 2012), eguagliò il Levante come squadra col maggior numero di vittorie, sei.
Nella stagione 2022-2023 disputa la Primera Federación, secondo livello del campionato spagnolo di categoria.

## Palmarès

### Competizioni nazionali
- Campionato spagnolo: 1

2005-2006
- Coppa della Regina: 6

1996, 1997, 2006, 2009, 2010, 2012

### Competizioni regionali
- Copa Cataluña: 5

2005, 2006, 2007, 2008, 2013

### Altri piazzamenti
- Campionato spagnolo:

Secondo posto: 2009-2010, 2010-2011
Terzo posto: 1988-1989, 2011-2012

## Statistiche

### Risultati nelle competizioni UEFA
| Stagione | Competizione     | Fase                         | Avversario               | Risultato | Risultato | Risultato |
| Stagione | Competizione     | Fase                         | Avversario               | andata    | ritorno   | aggregato |
| -------- | ---------------- | ---------------------------- | ------------------------ | --------- | --------- | --------- |
| 2006-07  | UEFA Women's Cup | fase a gironi, primo turno   | Hibernian                | 4-1       | 4-1       | 4-1       |
| 2006-07  | UEFA Women's Cup | fase a gironi, primo turno   | Juvisy                   | 1-0       | 1-0       | 1-0       |
| 2006-07  | UEFA Women's Cup | fase a gironi, primo turno   | KÍ Klaksvík              | 7-0       | 7-0       | 7-0       |
| 2006-07  | UEFA Women's Cup | fase a gironi, secondo turno | Kolbotn                  | 2-4       | 2-4       | 2-4       |
| 2006-07  | UEFA Women's Cup | fase a gironi, secondo turno | Umeå IK                  | 0-3       | 0-3       | 0-3       |
| 2006-07  | UEFA Women's Cup | fase a gironi, secondo turno | Legenda-Cheksil Černihiv | 5-0       | 5-0       | 5-0       |

## Organico

### Rosa 2022-2023
Rosa, ruoli e numeri di maglia come da sito ufficiale, aggiornati al 21 maggio 2023.
| N. |                        | Ruolo | Calciatrice              |
| -- | ---------------------- | ----- | ------------------------ |
| 1  | Stati Uniti (bandiera) | P     | Emily Dolan              |
| 3  | Spagna (bandiera)      | D     | Marta Turmo              |
| 4  | Spagna (bandiera)      | D     | Nuria Martínez           |
| 5  | Spagna (bandiera)      | A     | Alba Mellado             |
| 6  | Cile (bandiera)        | C     | Nayadet López (N. Opazo) |
| 7  | Spagna (bandiera)      | C     | Cristina Baudet          |
| 8  | Spagna (bandiera)      | A     | Vanesa Núñez (Pixu)      |
| 9  | Russia (bandiera)      | A     | Nadežda Karpova          |
| 10 | Spagna (bandiera)      | A     | Adriana Martín           |
| 11 | Spagna (bandiera)      | D     | Sara Extremera           |
| 12 | Spagna (bandiera)      | P     | Maria Pi                 |
| 13 | Spagna (bandiera)      | P     | Mar Segarra              |

| N. |                     | Ruolo | Calciatrice              |
| -- | ------------------- | ----- | ------------------------ |
| 14 | Spagna (bandiera)   | C     | Cristina Pizarro (Chini) |
| 15 | Spagna (bandiera)   | A     | Natalia Fernández        |
| 16 | Spagna (bandiera)   | C     | Judith Luzuriaga         |
| 17 | Spagna (bandiera)   | C     | Carol Marín              |
| 18 | Spagna (bandiera)   | C     | Judit Pablos             |
| 19 | Spagna (bandiera)   | C     | Aina Torres              |
| 20 | Spagna (bandiera)   | D     | Noelia Villegas          |
| 21 | Spagna (bandiera)   | D     | Júlia Guerra             |
| 22 | Colombia (bandiera) | D     | Daniela Caracas          |
| 23 | Spagna (bandiera)   | D     | Laia Trancoso            |
| 24 | Spagna (bandiera)   | A     | Nora Fernández           |

### Rosa 2021-2022
Rosa, ruoli e numeri di maglia come da sito ufficiale, aggiornati il 21 novembre 2021.
| N. |                      | Ruolo | Calciatrice           |
| -- | -------------------- | ----- | --------------------- |
| 1  | Spagna (bandiera)    | P     | Montserrat Quesada    |
| 2  | Spagna (bandiera)    | D     | Irene Corral          |
| 3  | Spagna (bandiera)    | D     | Marta Turmo           |
| 4  | Spagna (bandiera)    | D     | Maite Albarrán        |
| 5  | Spagna (bandiera)    | D     | Xènia Pérez           |
| 6  | Cile (bandiera)      | C     | Nayadet López         |
| 7  | Spagna (bandiera)    | C     | Cristina Baudet       |
| 8  | Giappone (bandiera)  | C     | Maya Yamamoto         |
| 9  | Russia (bandiera)    | A     | Nadežda Karpova       |
| 10 | Argentina (bandiera) | C     | Marianela Szymanowski |

| N. |                            | Ruolo | Calciatrice       |
| -- | -------------------------- | ----- | ----------------- |
| 11 | Spagna (bandiera)          | D     | Sara Extremera    |
| 12 | Rep. Dominicana (bandiera) | A     | Manuela Lareo     |
| 13 | Finlandia (bandiera)       | P     | Paula Myllyoja    |
| 16 | Spagna (bandiera)          | A     | Anaïr Lomba       |
| 17 | Spagna (bandiera)          | C     | Carolina Marín    |
| 18 | Spagna (bandiera)          | C     | Judit Pablos      |
| 19 | Spagna (bandiera)          | A     | Clara de Clemente |
| 21 | Spagna (bandiera)          | D     | Júlia Guerra      |
| 22 | Colombia (bandiera)        | D     | Daniela Caracas   |
| 24 | Spagna (bandiera)          | A     | Nora Fernández    |

### Rosa 2020-2021
Rosa, ruoli e numeri di maglia come da sito laliga.es.
| N. |                        | Ruolo | Calciatrice      |
| -- | ---------------------- | ----- | ---------------- |
| 1  | Stati Uniti (bandiera) | P     | Kelsey Dossey    |
| 2  | Spagna (bandiera)      | D     | Elba Vergés      |
| 3  | Spagna (bandiera)      | D     | Marta Turmo      |
| 4  | Spagna (bandiera)      | D     | Paola Soldevilla |
| 5  | Spagna (bandiera)      | D     | Xènia Pérez      |
| 6  | Spagna (bandiera)      | A     | Anaïr Lomba      |
| 7  | Spagna (bandiera)      | C     | Cristina Baudet  |
| 8  | Spagna (bandiera)      | C     | Leticia Sevilla  |
| 9  | Russia (bandiera)      | A     | Nadežda Karpova  |
| 10 | Spagna (bandiera)      | C     | Brenda           |
| 11 | Spagna (bandiera)      | A     | Elena Julve      |
| 13 | Argentina (bandiera)   | P     | Vanina Correa    |
| 14 | Spagna (bandiera)      | A     | Laura Fernández  |
| 15 | Spagna (bandiera)      | D     | Paula Nicart     |

| N. |                      | Ruolo | Calciatrice           |
| -- | -------------------- | ----- | --------------------- |
| 16 | Paraguay (bandiera)  | D     | Dulce Quintana        |
| 17 | Spagna (bandiera)    | C     | Débora G.             |
| 18 | Argentina (bandiera) | A     | Marianela Szymanowski |
| 19 | Spagna (bandiera)    | D     | Jou                   |
| 20 | Giappone (bandiera)  | C     | Maya Yamamoto         |
| 22 | Colombia (bandiera)  | D     | Manuela Vanegas       |
| 23 | Spagna (bandiera)    | A     | Sara Sola             |
| 24 | Spagna (bandiera)    | A     | Ana Hernandez Cereño  |
| 25 | Spagna (bandiera)    | P     | Montserrat Quesada    |
| 28 | Spagna (bandiera)    | A     | Nerea Sanchez Ruiz    |
| 29 | Spagna (bandiera)    | C     | Cristina Campos       |
| 30 | Spagna (bandiera)    | A     | Maria Benedicto       |
| 31 | Spagna (bandiera)    | C     | Júlia Guerra          |
| 32 | Spagna (bandiera)    | A     | Alicia Hernández      |

### Rosa 2019-2020
Rosa, ruoli e numeri di maglia come da sito laliga.es.
| N. |                     | Ruolo | Calciatrice         |
| -- | ------------------- | ----- | ------------------- |
| 1  | Spagna (bandiera)   | P     | Miriam De Francisco |
| 2  | Spagna (bandiera)   | D     | Elba Vergés         |
| 3  | Giappone (bandiera) | C     | Ayaka Noguchi       |
| 4  | Spagna (bandiera)   | D     | Paola Soldevilla    |
| 5  | Spagna (bandiera)   | D     | Inés Juan           |
| 6  | Spagna (bandiera)   | D     | Anna Torrodà        |
| 7  | Spagna (bandiera)   | C     | Cristina Baudet     |
| 8  | Spagna (bandiera)   | C     | Leticia Sevilla     |
| 9  | Spagna (bandiera)   | A     | Elisa Del Estal     |
| 10 | Spagna (bandiera)   | C     | Brenda Pérez        |
| 11 | Spagna (bandiera)   | A     | Elena Julve         |

| N. |                        | Ruolo | Calciatrice                |
| -- | ---------------------- | ----- | -------------------------- |
| 12 | Costa Rica (bandiera)  | D     | Daniela Cruz               |
| 13 | Spagna (bandiera)      | P     | María José Pons            |
| 14 | Spagna (bandiera)      | A     | Ainhoa Marín               |
| 15 | Azerbaigian (bandiera) | A     | Yaiza Relea                |
| 16 | Paraguay (bandiera)    | D     | Dulce Quintana             |
| 17 | Spagna (bandiera)      | C     | Débora García              |
| 18 | Spagna (bandiera)      | C     | Paloma Fernández Rodríguez |
| 19 | Costa Rica (bandiera)  | C     | Katherine Alvarado         |
| 20 | Spagna (bandiera)      | A     | Paula Moreno               |
| 22 | Stati Uniti (bandiera) | P     | Kaeli Anne Schmidt         |
| 24 | Spagna (bandiera)      | C     | Irene López                |